# Musikåret 1994

## Händelser

### Januari
- Januari – Grammisutdelningar detta år.
- 28 – Barbro "Lill-Babs" Svensson får Hans Majestät Konungens medalj av 8:e storleken för sina "mångåriga uppskattade insatser som artist" [1].

### Mars
- 12 – Marie Bergmans och Roger Pontares låt Stjärnorna vinner den svenska uttagningen till Eurovision Song Contest i Cirkus i Stockholm [2].
- 23 – Ace of Base blir med albumet The Sign första svenska akt att toppa den amerikanska albumlistan.[3]
- 26 – Bettan & Jan Werners (Elisabeth Andreasson och Jan Werner Danielsen låt Duett vinner den norska uttagningen till Eurovision Song Contest i Oslo Spektrum i Oslo [4].

### April
- 5 - Nirvanas frontman Kurt Cobain dör i ett tragiskt självmord involverande heroin.
- 30 – Charlie McGettigens och Paul Harringtons låt Rock 'n' Roll Kids vinner Eurovision Song Contest i Dublin för Irland [5].

### Juni
- 11 – Konsert med The Afghan Whigs, Beck, Candlebox, Counting Crows, Frente!, Green Day, James, The Offspring, Oingo Boingo, Pavement, The Pretenders, Rollins Band och The Violent Femmes på KROQ Weenie Roast i Los Angeles, Kalifornien, USA.
- Sommaren
  - Grupperna Oasis, Scream och The Verve vandaliserar gemensamt ett hotellrum i samband med Hultsfredsfestivalen eftersom baren hade stängt.
  - Rocktåget med CajsaStina Åkerström, Just D, Magnus Uggla och Orup.

### Augusti
- 1 – Rolling Stones inleder sin världsturné med att ge konsert inför 60 000 åskådare på Robert F. Kennedy-stadion i Washington, DC.[3]
- Augusti – Konsert med Pink Floyd på Ullevi.
- 12–14 – 300 000 personer kommer till rockfestivalen Woodstock 94 i Sugarties utanför New York till minne av Woodstockfestivalen 1969 [6]
- 21 – Den engelska hårdrocksgruppen Led Zeppelins Stairway to Heaven från 1971 utses till "världens bästa poplåt" av 60 000 radiolyssnare i 10 europeiska länder på initiativ av Süddeutscher Rundfunk i Stuttgart [7]
- 30 augusti släpps "Definitely Maybe", som är gruppen oasis första. Låtarna "Supersonic", "Shakermaker", "Live Forever" och "Cigarettes and Alcohol"

### September
- 7 – Bengt Hall utses till ny VD för Kungliga Teatern i Stockholm.[3]
- 30 – Nya Göteborgsoperan invigs med premiär på Harry Martinsons Aniara i regi av Marie Feldtmann.[3]

### Oktober
- 23 – Deng Xiaojun från Kina vinner första Jussi Björling Tenor Competition.[3]

### December
- 10–11 – Konsert med Bad Religion, The Black Crowes, Candlebox, The Cranberries, Sheryl Crow, Dinosaur Jr., Hole, Luscious Jackson, The Jesus and Mary Chain, Live, Love Spit Love, Mazzy Star, Meat Puppets, Liz Phair, Seal, Stone Temple Pilots, Simple Minds, Sunny Day Real Estate, Veruca Salt och Weezer på KROQ Acoustic Christmas i Los Angeles, Kalifornien, USA.

## Priser och utmärkelser
- Alice Tegnér-musikpriset – Georg Riedel
- Atterbergpriset – Arne Mellnäs
- Birgit Nilsson-stipendiet – Åke Zetterström
- Mindre Christ Johnson-priset – Torsten Nilsson för tonsättargärningen
- Cornelis Vreeswijk-stipendiet – Olle Adolphson[3]
- Fred Åkerström-stipendiet – Ola Magnell
- Hugo Alfvénpriset – Gustaf Sjökvist
- Jan Johansson-stipendiet – Roland Keijser
- Jazz i Sverige – Jazz Furniture
- Jazzkatten
  - ”Årets jazzmusiker” – Jan Lundgren
  - ”Årets jazzgrupp” – Jazz Furniture
  - ”Årets nykomling” – Viktoria Tolstoy
  - ”Musiker som förtjänar större uppmärksamhet/Grand Cru” – Jan Strinnholm
- Jenny Lind-stipendiet – Carin Zander
- Johnny Bode-stipendiet – Bert Månson
- Jussi Björlingstipendiet – Gösta Winbergh
- Medaljen för tonkonstens främjande – Astrid Lande, Carl Bertil Agnestig, Per-Anders Hellqvist och Erik Saedén
- Nordiska rådets musikpris – Det sjungande trädet, opera av Erik Bergman, Finland
- Norrbymedaljen – Christina Hörnell
- Polarpriset – Quincy Jones och Nikolaus Harnoncourt[3]
- Rosenbergpriset – Lars Edlund
- Spelmannen – Leif Segerstam
- Svenska Dagbladets operapris – Katarina Dalayman
- Ulla Billquist-stipendiet – Lisa Ekdahl
- Årets barn- och ungdomskörledare – Bodil Helldén och Daniel Helldén
- Årets körledare – Anders Öhrwall

## Årets album

### A – G
- The Afghan Whigs – Gentlemen
- Alice in Chains – Jar of Flies
- Tori Amos – Under the Pink
- Bad Religion – Stranger Than Fiction
- Beck – Mellow Gold
- Better Than Ezra – Deluxe
- Blandade artister – Absolute Christmas
- Blur – Parklife .[8]
- Bo Kaspers orkester – På hotell
- Edie Brickell – Picture Perfect Morning
- Burzum – Hvis Lyset Tar Oss
- Bush – Sixteen Stone
- Cake – Motorcade of Generosity (debut)
- Candlebox – Candlebox (debut)
- The Cardigans – Emmerdale
- Mariah Carey – Merry Christmas
- Christos Dantis – Dantis 4
- Leonard Cohen – Cohen Live
- Coolio – It Takes a Thief
- Lotta Engbergs orkester – Våra nya vingar [9]
- Cradle of Filth – The Principle of Evil Made Flesh
- Cranberries – No Need to Argue
- Crawley – Supersonic
- Christer Sjögren – När ljusen ska tändas därhemma
- Christopher Cross – Window
- Kikki Danielsson & Roosarna – Vet du vad jag vet
- Darkthrone – Transilvanian Hunger
- Dream Theater – Awake
- Dia Psalma – Gryningstid (debut)
- Lisa Ekdahl – Lisa Ekdahl (debut)
- E-Type – Made in Sweden (debut)
- The Everly Brothers – Heartaches & Harmonies  (4-CD-Box)
- Front Line Assembly – Millennium
- Jan Garbarek – Madar
- Jan Garbarek – Officium
- Gorky's Zygotic Mynci – Taytay
- Green Day – Dookie
- Peter Gullin – Transformed Evergreen
- Ted Gärdestad – Äntligen på väg

### H – R
- Herbie Hancock – A Tribute to Miles
- Herbie Hancock – Dis Is Da Drum
- Hedningarna – Trä
- Helloween – Master of the Rings
- Staffan Hellstrand – Sot
- Helmet – Betty
- Hole – Live Through This
- Iced Earth – Burnt Offerings
- James – Laid
- Keith Jarrett – Bridge of Light
- Keith Jarrett – At the Deer Head Inn
- Bradley Joseph – Hear the Masses
- KMFDM – Naïve/Hell To Go
- Kyuss – Welcome to Sky Valley
- The Latin Kings – Välkommen till förorten
- Live – Throwing Copper
- Patty Loveless – When Fallen Angels Fly
- Lush – Split
- Manic Street Preachers – The Holy Bible
- Marilyn Manson – Portrait of an American Family (debut)
- Mayhem - De Mysteriis Dom Sathanas
- Meat Puppets – Too High to Die
- Megadeth – Youthanasia
- Millencolin – Same Old Tunes
- Morrissey – Vauxhall And I
- Nas – Illmatic
- Nick Cave & The Bad Seeds – Let Love In
- Nine Inch Nails – The Downward Spiral
- NOFX – Punk in Drublic
- Nordman – Nordman (debut)
- Notorius B.I.G. – Ready to Die
- Oasis – Definitely Maybe (debut)
- The Offspring – Smash
- Oomph! – Sperm
- Gilbert O'Sullivan – By Larry
- Overkill - W.F.O.
- Pantera – Far Beyond Driven
- Dolly Parton – Heartsongs: Live from Home
- Tom Paxton – Wearing The Time
- Pearl Jam – Vitalogy
- Pennywise – About Time
- Pet Shop Boys – Disco 2
- Pink Floyd – The Division Bell
- Pizzicato Five – Made in USA
- Primal Scream – Give Out But Don't Give Up
- Pulp – His 'n' Hers
- R.E.M. – Monster
- Rancid – Let's Go
- The Real Group – Varför får man inte bara vara som man är?
- The Rolling Stones – Voodoo Lounge
- Roxette – Crash! Boom! Bang! [10]

### S – Ö
- Soundgarden – Superunknown
- Soundtrack – Above the Rim
- Soundtrack – Marder was the Case
- Soundtrack – Rhythm Country and Blues
- Stone Temple Pilots – Purple
- Stratovarius – Dreamspace
- Sublime – Robbin' the Hood
- Suede – Dog Man Star
- The Stone Roses – Second Coming
- Therapy? – Troublegum
- Thorleifs – Och du tände stjärnorna
- Svante Thuresson – Med själ och hjärta
- Viktoria Tolstoy – Smile, Love and Spice (debut)
- Magnus Uggla – 100% Uggla
- The Violent Femmes – New Times
- Despina Vandi – Gela Mou
- Anna Vissi – Re!
- Weezer – Weezer (debut)

## Årets singlar och hitlåtar
Vänligen sortera soloartister på efternamn, musikgrupper på förstabokstaven (utan engelskans "The" och "A")
- Ace of Base – Don't Turn Around
- All-4-One – I Swear
- Beck – Loser
- Bettan & Jan Werner – Duett
- Blur – Girls & Boys
- Blur – Parklife
- Jennifer Brown – My Everything
- Candlebox – Far Behind
- Candlebox – You
- Mariah Carey – All I Want for Christmas Is You
- Mariah Carey – Without You
- Coolio – Fantastic Voyage
- Cranberries – Linger
- Crash Test Dummies – Mmm Mmm Mmm Mmm
- Dia Psalma – Stora bollar av eld
- Dia Psalma – Tro rätt, tro fel
- Dia Psalma – Balladen om lilla Elsa
- Dia Psalma – Noll
- E-Type – This Is The Way
- E-Type – Set the World on Fire
- Enigma – Return to Innocence
- Glenmark-Eriksson-Strömstedt (GES) – När vi gräver guld i USA
- Green Day – Basket Case
- K-Ci Hailey – If You Think You're Lonely Now
- Lisa Ekdahl – Vem vet
- Lisa Ekdahl – Benen i kors
- James – Laid
- Elton John – Can You Feel the Love Tonight?
- Elton John – Circle of Life
- Holly Johnson – Legendary Children
- Patty Loveless – Here I Am
- Mazzy Star – Fade into You
- John Michael Montgomery – I Swear
- Tommy Nilsson – Öppna din dörr
- Nordman – Förlist
- Nordman – Laglöst land
- Nordman – Vandraren
- Nordman – Ännu glöder solen
- Oasis – Cigarettes and Alcohol
- Oasis – Live Forever
- Pandora – Come On and Do It
- Pandora – Tell the World
- Dolly Parton – PMS Blues
- Pet Shop Boys – Yesterday, When I Was Mad
- The Pretenders – I'll Stand by You
- Prince – Let It Go
- The Prodigy – No Good (Start the Dance)
- R.E.M. – What's the Frequency, Kenneth?
- Rednex – Cotton Eye Joe
- Roger Pontare & Marie Bergman – Stjärnorna
- Roxette – Crash! Boom! Bang! [10]
- Roxette – Fireworks [10]
- Roxette – Run to You [10]
- Roxette – Sleeping in My Car [10]
- Soundgarden – Black Hole Sun
- Suede – Stay Together
- Bruce Springsteen – Streets of Philadelphia
- Thorleifs – Och du tände stjärnorna
- Magnus Uggla – Dansar aldrig nykter
- Magnus Uggla – Trubaduren
- Wet Wet Wet – Love is All Around
- Whale – Hobo Humpin' Slobo Babe
- Whigfield – Saturday Night
- CajsaStina Åkerström – Fråga stjärnorna

## Jazz
- Hugh Masekela(sydafrikansk): Hope
- Ray Anderson, Han Bennink and Christy Doran: Azurety
- John Surman Quartet: Stranger Than Fiction
- Wallace Roney: Misteriosos
- Peter Erskine: Time Being
- Louis Sclavis and Dominique Pifarély: Acoustic Quartet
- Edward Vesala with Sound & Fury: Nordic Gallery
- Red Sun and SamulNori: Then Comes The White Tiger
- Krakatau: Matinale
- John Abercrombie Trio: Speak of the Devil
- Trevor Watts and the Moire Music Ensemble: A Wider Embrace
- Jan Garbarek with Anouar Brahem and Ustad Shaukat Hussain: Madar
- Don Cherry with Bobo Stenson and Lennart Åberg: Dona Nostra
- Vincent Herring: The Days of Wine and Roses
- Michel Camilo: One More Once
- Marilyn Crispell: Stellar Pulsations: Three Composers
- Karl Berger: Conversations
- Charlie Haden Quartet West: Always Say Goodbye

## Klassisk musik
- David Diamond – Trio för fiol, klarinett och piano[11]

## Sverigetopplistan1994
| Datum                 | Låttitel                 | Artist/grupp       | Bakgrund       |
| --------------------- | ------------------------ | ------------------ | -------------- |
| 11 mars 1994 (1v)     | Return to Innocence      | Enigma             | Tyskland       |
| 18 mars 1994 (3v)     | Sleeping in My Car       | Roxette            | Sverige        |
| 8 april 1994 (8v)     | Without You              | Mariah Carey       | USA            |
| 3 juni 1994 (3v)      | Mmm Mmm Mmm Mmm          | Crash Test Dummies | Kanada         |
| 24 juni 1994 (3v)     | Baby, I Love Your Way    | Big Mountain       | USA            |
| 15 juli 1994 (1v)     | I Swear                  | All-4-One          | USA            |
| 22 juli 1994 (1v)     | När vi gräver guld i USA | GES                | Sverige        |
| 29 juli 1994 (1v)     | I Swear                  | All-4-One          | USA            |
| 5 augusti 1994 (4v)   | Love is All Around       | Wet Wet Wet        | Storbritannien |
| 2 september 1994 (8v) | Cotton Eye Joe           | Rednex             | Sverige        |
| 28 oktober 1994 (4v)  | This Is The Way          | E-type             | Sverige        |
| 25 november 1994 (6v) | Old Pop In An Oak        | Rednex             | Sverige        |

## Födda
- 1 februari – Harry Styles, engelsk sångare.
- 18 februari – Ulrik Munther, svensk artist och låtskrivare.
- 1 mars – Justin Bieber, kanadensisk popartist.
- 20 maj – Frida Sandén, svensk sångare.
- 29 augusti – Amanda Fondell, svensk sångare.
- 29 september – Caroline Cederlöf, svensk singer-songwriter med artistnamnet Grant.
- 30 december – Bianca Wahlgren Ingrosso, svensk sångare.

## Avlidna
- 10 januari – Sven-Erik Bäck, 74, svensk tonsättare.[3]
- 13 januari – Nils Agenmark, 78, svensk spelman.
- 20 januari – Hugo Hasslo, 82, svensk operasångare (baryton).
- 7 februari – Witold Lutosławski, 81, polsk kompositör.
- 11 februari – Sune Mangs, 61, finlandssvensk sångare, revyartist och skådespelare.
- 13 februari – Lars Färnlöf, 51, svensk trumpetare och kompositör.
- 22 mars – Dan Hartman, 43, amerikansk sångare, låtskrivare och skivproducent.
- 5 april – Kurt Cobain, 27, amerikansk musiker, sångare i Nirvana.
- 26 april – Johannes Norrby, 89, svensk konserthuschef.[3]
- 12 maj – Solveig Lagström, 72, svensk skådespelare och sångare.
- 14 juni – Henry Mancini, 70, amerikansk kompositör, pianist och dirigent.
- 16 juni – Kristen Pfaff, 27, amerikansk basist, avled efter en överdos heroin.
- 28 juni – Ulrik Neumann, 75, dansk kompositör, sångare och musiker (gitarrist).
- 18 augusti – Charles Redland, 83, svensk kompositör, kapellmästare och musiker.
- 5 september – Harry Brandelius, 84, svensk schlagersångare.[3]
- 6 september – Nicky Hopkins, 50, brittisk musiker (pianist).
- 11 september – Hilding Hallnäs, 81, svensk tonsättare och kyrkomusiker.
- 25 september – Bengt Logardt, 79, svensk tandläkare, regissör, skådespelare manusförfattare och kompositör.
- 28 september – Pierre Isacsson, 46, svensk sångare.
- 21 oktober – Thore Ehrling, 81, svensk kompositör, arrangör av filmmusik, orkesterledare och musiker.[3]
- 16 november – Alf Häggstam, 48, svensk operasångare (bas) och sångpedagog.
- 8 december – Antônio Carlos Jobim, 67, brasiliansk sångare och kompositör.
- 30 december – Ingrid Cargin, 70, svensk operasångare och skådespelare.

### Fotnoter
1. ↑  Sverige 1900-talet – 1994, NE, Bra Böcker, 2000
2. ↑  ”Poplight - Melodifestivalen”. Arkiverad från originalet den 24 maj 2012. https://archive.is/20120524220355/http://poplight.zitiz.se/melodifestivalen/1994. Läst 24 maj 2012.
3. 1 2 3 4 5 6 7 8 9 10 11   Horisont 1994. Bertmarks
4. ↑  Elisabeth Andreassen fansite - Melodifestivalen Arkiverad 5 juli 2008 hämtat från the Wayback Machine.
5. ↑  ”Poplight - Eurovision Song Contest”. Arkiverad från originalet den 31 augusti 2017. https://web.archive.org/web/20170831172519/http://poplight.zitiz.se/eurovision-song-contest/1994. Läst 1 januari 2011.
6. ↑  Horisont 1994, Bertmarks förlag, sidan 178-179 - Woodstock 1969-Woodstock 1994
7. ↑  Horisont 1994, Bertmarks förlag, sidan 188 - "Stairway to Heaven" världens bästa låt
8. ↑  Platinum Awards Content. BPI.co.uk. Läst 9 september 2008.
9. ↑  Lotta Engbergs diskografi Arkiverad 3 februari 2011 hämtat från the Wayback Machine.
10. 1 2 3 4 5  Roxettes diskografi Arkiverad 24 augusti 2011 hämtat från the Wayback Machine.
11. ↑  Barnett, Rob (October 2000). ”Review of Trio by David Diamond”. http://www.musicweb-international.com/classrev/2000/oct00/verderh3.htm. Läst 17 mars 2009.